# Бад-Тібіра

Давнє Межиріччя

Бад-Тібіра (Бад-Тібіру, шум. «Фортеця мідників») — шумерські хроніки називають Бад-Тібіру «яскравим місцем, де завершується шлях руд». Одне з найдавніших шумерських міст в південній Месопотамії було розташоване на річці Ітурунгаль.
Шумерські міфи говорять, що перед Великим потопом Бад-Тібіра була побудована другою після Еріду з п'яти найважливіших міст цих земель того часу. Згідно з літературними записами, іншими головними містами раннього Шумеру були Еріду, Ларак, Сіппар і Шуруппак. Згідно з Ніппурським царським списком у Бад-Тібірі правили 3 міфічні царі загальною тривалістю 30 куль (108 000 років), після чого місто було залишено і його престол перенесений в Сіппар; за іншими даними Ніппурського царського списку спочатку в місто Ларак, а потім у Сіппар.
Протягом історії змінював свою назву на Пантібіблос, Тувал і Ель-Медіна. У наші дні руїни Бад-Тібіри звуться Телль-Мадаїн.

## Правителі Бад-Тібіри
- Ен-Менлуанна правив 12 куль[2] (43200 років)[3];
- Ен-Менгаланна правив 8 куль[2] (28800 років)[3];
- Думузі-пастух правив 10 куль[2] (36000 років)[3].